# Slanica

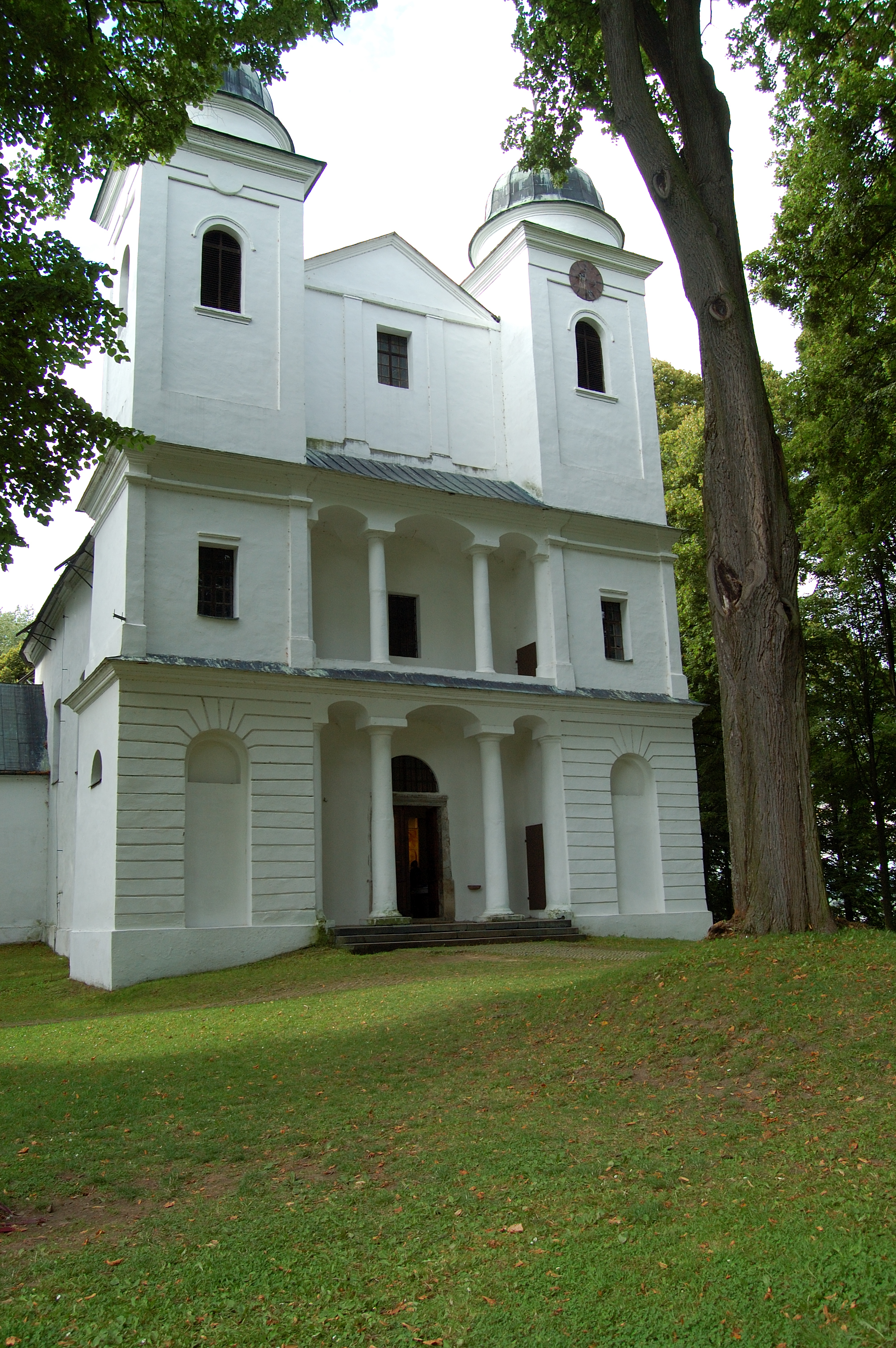
Kościół na wyspie Slanický ostrov – pozostałość po zatopionej wsi

Slanica – nieistniejąca już wieś w powiecie Namiestów na Słowacji, obecnie pod wodami Jeziora Orawskiego.
Położona była w historycznym regionie Orawa, u zbiegu rzek Biała Orawa i Czarna Orawa. Po raz pierwszy wspominana była w 1564 r. pod nazwą Zlanycha. W roku 1566 występowała jako Zlanicza, a w 1567 – już jako Slanicza. Jej mieszkańcy trudnili się rolnictwem – głównie uprawą lnu, wyrobem lnianych nici i tkaniem płótna lnianego. Funkcjonowały tu również farbiarnie płótna. Wieś była głównym ośrodkiem płóciennictwa na Orawie. Od 1728 r. miejscowi płóciennicy mogli swobodnie sprzedawać swoje wyroby na wszystkich jarmarkach w ówczesnych Węgrzech. Najbardziej przedsiębiorczy docierali z płótnem do Siedmiogrodu, Chorwacji, Serbii, Turcji, a nawet do Egiptu. Upadek miejscowego płóciennictwa nastąpił na początku XX w.
Po II wojnie światowej wieś liczyła ok. 850 mieszkańców. Po wybudowaniu zapory na Orawie Slanica została wysiedlona i w 1952 r. zalana wodami jeziora. Po wsi pozostał niezatopiony jedynie szczyt wzniesienia z dawnym kościołem parafialnym, obecnie istniejący jako wyspa Slanický ostrov.
Slanica była miejscem urodzenia Antona Bernoláka – wybitnego słowackiego językoznawcy, kodyfikatora zapisu języka słowackiego.